# Bilan des émissions de gaz à effet de serre
Un bilan des émissions de gaz à effet de serre (ou BEGES) est une méthode visant à quantifier les émissions des principaux gaz à effet de serre, qui peut être appliquée soit à un produit, soit à une entité particulière (entreprise, administration territoriale, État, ONG). À l'échelle du produit, la méthode consiste à quantifier les émissions du produit tout au long de son cycle de vie. Elle peut être réalisée dans le cadre d'une étude plus large, tenant compte d'autres impacts environnementaux, comme les analyses du cycle de vie (ACV). Ces études sont de plus en plus réalisées dans le cadre de démarche d'écoconception car elles permettent de comparer les performances environnementales de produits, procédés ou projets rendant le même service, sans ignorer les éventuels « déplacements de pollution liés aux différentes alternatives ».

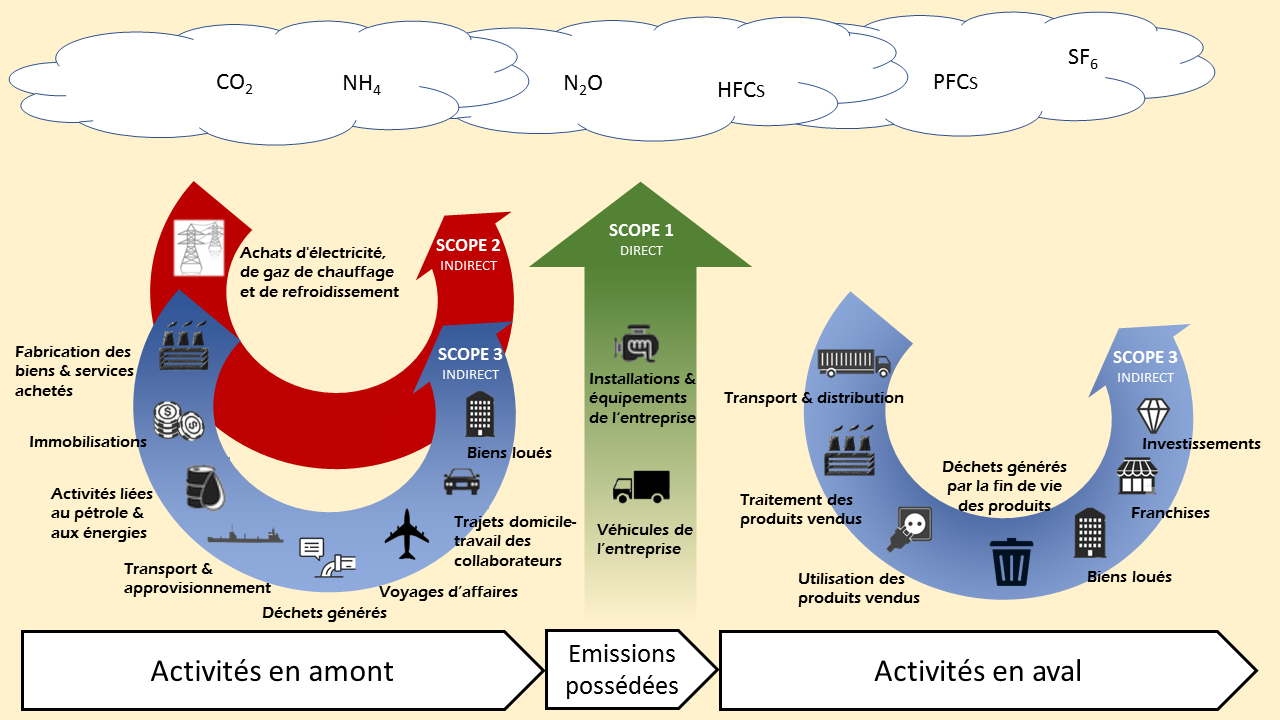
Schéma d'un bilan de gaz de à effet de serre (bilan carbone) pour entreprise, avec périmètres (ou scope) et sources d'émissions.

À l'échelle d'une entité, le bilan de gaz à effet de serre vise à quantifier les émissions liées aux activités de l'organisation sur une période donnée (généralement une année) qui peut être utilisé pour :
- identifier les postes d'économie d'énergie (et donc de l'argent) et de réduction des pollutions ;
- réaliser le « rapportage » de l'entité, et en particulier son reporting environnemental ;
- diminuer la dépendance de l'entité au carbone fossile, sans nécessairement la remplacer par une autre dépendance (au nucléaire par exemple) et mettre ainsi en œuvre des stratégies d'atténuation, qui visent à moins émettre de gaz à effet de serre et à restaurer et protéger les capacités de puits de carbone des écosystèmes ou agroécosystèmes ;
- encourager à engager des stratégies plus efficientes d'adaptation au changement climatique (climatisation moins énergivore par exemple) ;
- calculer l'importance ou la nature de compensations qu'une entreprise ou collectivité souhaiterait mettre en place ;
- comparer les émissions de gaz à effet de serre de l'entité, à celles d'autres entités de la même une filière, ou du secteur économique, ou par rapport aux moyennes d'un pays ou au regard des émissions de gaz à effet de serre des pays. Cependant, la comparaison peut parfois s'avérer délicate du fait des variations de périmètre et des hypothèses de calcul généralement propres à chaque bilan.

Ce bilan est produit par ou pour l'entité qui le souhaite ou le doit (entreprise ou collectivité territoriale en général), pour son propre compte et à son échelle territoriale et de compétence, et, de plus en plus souvent, aussi à titre d'information environnementale et d'outil d'aide et de conseil. Par ailleurs, les collectivités réalisent leurs bilans de gaz à effet de serre dans le cadre de la mise en œuvre du volet Climat de leurs Agenda 21 locaux.
La réalisation d'un bilan de gaz à effet de serre nécessite une base de données de facteurs d'émissions, qui doit être mise à jour périodiquement. Plusieurs référentiels sont utilisés, comme le GHG Protocol, la série de normes ISO 14064 ou l'outil Bilan carbone, généralement utilisé en France. Une des grandes difficultés est la prise en compte des effets différés ou délocalisés. Par exemple, la déforestation tropicale est en partie causée par la demande croissante de terre pour des cultures destinées à alimenter les pays du Nord.

## Dans le monde
Les bilans carbones se pratiquent dans un nombre croissant de pays, généralement dans le cadre de la Convention-cadre des Nations unies sur les changements climatiques ou de l'Après-Kyoto. Selon les cas, ils sont volontaires ou obligatoires.
Les deux premiers grands cadres fixant des obligations de bilan d'émissions de gaz à effet de serre à certaines entités (entreprises ou territoires) sont :
- l'Environmental Protection Agency (EPA) aux États-Unis (US's Reporting Rule) ;
- le Système communautaire d'échange de quotas d'émission de l'Europe (EU Emissions Trading System).

L'inventaire est fréquemment divisé en trois périmètres, dits « scopes » correspondant respectivement aux émissions directes, indirectes et élargies. Plusieurs logiciels ou standards méthodologiques existent pour calculer les bilans pour chaque scope.

### LeGHG Protocol
De nombreuses entreprises annoncent une neutralité carbone, mais n'ont en fait calculé qu'une partie (scope 1 et parfois scope 2) de leurs émissions.
Le GHG Protocol divise le périmètre opérationnel des émissions de GES d'une entité (ou organisation) comme suit :
- scope 1 (obligatoire) : Somme des émissions directes induites par la combustion d'énergies fossiles (pétrole, gaz, charbon, tourbe..) de ressources possédées ou contrôlées par l’entreprise ;
- scope 2 (obligatoire) : Somme des émissions indirectes induites par l'achat ou la production d’électricité ;
- scope 3 (rendu obligatoire pour les grandes entreprises en juillet 2022[5]) : Somme de toutes les autres émissions indirectes (de la chaîne logistique, étendue au transport des biens et des personnes. C'est souvent la part la plus importante des émissions d'une entreprise, certaines sources le chiffrent à 75 % des émissions, d’autres entre 50 % et 90 %[6]. Il met en évidence des axes de progrès importants et parfois faciles et donc profitables pour l’impact global réel. Par exemple, un achat a une empreinte carbone souvent très différente selon qu'il ait été produit localement ou qu'il ait circulé en bateau ou en avion. Mieux planifier ses achats ou ses déplacements, ou rechercher des alternatives permet de moins recourir à l'avion et au camion. Beaucoup de sources d'émissions indirectes « grises » ou délocalisées existent sans qu’on en ait nécessairement conscience, tant qu'un bilan précis ne les a pas mis en évidence.

La mission de 2009 a préconisé au gouvernement français de « calculer les émissions indirectes, mais de s’en tenir uniquement à celles dont on est directement responsable et sur lesquelles on peut influer (notamment les transports et les achats) ». Pour les collectivités, elle propose, pour éviter de faire le même travail à plusieurs échelles territoriales (éventuellement avec des outils différents) que les données remontent au niveau régional, où une instance régionale serait chargée des calculs, puis de fournir à chaque territoire le souhaitant le « bilan territoire » qui le concerne, gratuitement pour les collectivités obligées.

## En France
Pour le vocabulaire officiel de l’environnement (tel que défini par la Commission d’enrichissement de la langue française en 2019), le « bilan d'émissions de gaz à effet de serre » (abréviation : BEGES ou bilan GES) est défini comme :

« Évaluation de la quantité totale de gaz à effet de serre d'origine anthropique émis dans l'atmosphère, pendant une durée déterminée.
Notes :
1. Le bilan d'émissions de gaz à effet de serre est mesuré par son équivalent en dioxyde de carbone ;
2. Le bilan d'émissions de gaz à effet de serre inclut les émissions directement issues de la zone géographique considérée, tels le transport et le chauffage des ménages, des administrations, des commerces et des activités liées à la consommation locale, ainsi que celles qui lui sont extérieures, résultant de la fabrication et du transport des biens et des services importés ou exportés ;
3. Le terme « bilan carbone » est une marque déposée. »

 Cependant, ces documents ne sont pas assez nombreux ou pas assez précis aux échelles locales pour aider les collectivités et leurs groupements à produire des stratégies pertinentes. En particulier, la nomenclature du CITEPA et d'autres inventaires (National Accounting Matrix with Environmental Accounts, NAMEA) ne listent que les émissions directes des principaux GES (CO2, CH4, SF6, N2O), et uniquement pour les « secteurs fortement émetteurs », alors que « les émissions indirectes ou diffuses représentent une part non négligeable des émissions de GES », parfois mal mesurée.
Disposer de sources fiables et suffisamment complètes est un des besoins rappelés par le Grenelle de l'environnement de 2007, retenu parmi les propositions soumises au Gouvernement et au législateur.
En 2010, ce bilan a reçu une définition officielle (pouvant encore être précisée par décret). L'obligation de le réaliser a été étendue à un grand nombre d'entreprises et de collectivités (régions, départements, métropoles et communautés d'agglomération de plus de 50 000 habitants) par la Loi Grenelle II, qui a confirmé, étendu et précisé la loi Grenelle I, laquelle réservait ce bilan à des « secteurs fortement émetteurs ».

### Gouvernance
Avant le vote de la loi Grenelle II, le groupe de concertation et d'information sur les inventaires d’émissions (GCIIE), associant DGEC, INSEE, MAAP, DGTP, piloté par la DGEC se réunissait trois fois par an a pour mission d'améliorer les méthodes et les inventaires (sachant que « toute évolution méthodologique donne lieu un recalage de séries chiffrées depuis l’année de référence (1990 pour la plupart des formats d’inventaire), comme cela est requis au niveau des lignes directrices CCNUCC (rétropolation jusqu’à l’année de base des améliorations méthodologiques) ».
Un Rapport de mission « sur l'obligation d'élaboration d'un bilan d'émissions des gaz à effet de serre » a été produit en mars 2010 pour préparer la mise en œuvre pratique de ces bilans d'émissions de gaz à effet de serre. Ce rapport fait le point, dans sa seconde partie, sur les référentiels, méthodes, contenu et périmètres envisageables pour ce bilan, à partir des référentiels internationaux existants, des différents périmètres de comptage et des outils disponibles. Il produit 12 recommandations sur la nature et le nombre des entités devant obligatoirement produire ce rapport, et une réflexion sur la notion de  « secteurs les plus émetteurs », sur le nombre des gaz à effet de serre à prendre en compte, les référentiels à préconiser, le périmètre de comptage (voir les trois scopes correspondant à trois niveaux d'exhaustivité dans la norme ISO 14064) : Faut-il prendre en compte les entreprises, les établissements publics et les collectivités locales ? ; « Qui peut réaliser cette prestation et à quel prix ? », dans quel calendrier inscrire la réalisation des bilans (le 1er janvier 2011 est-il possible ? Y a-t-il assez de prestataires pour y répondre ?) et avec quel périodicité de mise à jour et quelles conditions de publicité des bilans, pour quels objectifs attendus, avec quels moyens et procédure de contrôle, quelle gouvernance du dispositif et quel rôle joué par l'Agence de l'environnement et de la maîtrise de l'énergie (ADEME)?[source secondaire nécessaire]
La loi annonce un décret qui précisera les modalités du bilan. Elle précise aussi que les régions, comme la collectivité territoriale de Corse, peuvent inclure ce bilan (quand il concerne l'échelle régionale) dans leur schéma régional climat air énergie (SRCAE).
La norme ISO 14066 spécifie les exigences en matière de compétence des équipes de validation et de vérification des émissions de gaz à effet de serre.

### Qui pourrait être dans l'obligation de produire un bilan de gaz à effet de serre?
Ce bilan des émissions de gaz à effet de serre est en France métropolitaine et d'outre-mer obligatoire pour cinq grands types d'acteurs :
1. l'État[11] ; Le rapport Havard propose que chaque département ministériel fasse le bilan d’émissions de ses services centraux et que les préfets de régions et départements coordonnent les bilans d'émission de chaque service déconcentré sur leurs territoires de compétence) ;
2. toutes « les personnes morales de droit privé employant plus de 500 personnes »[11] (500 personnes est le seuil européen de définition de la petite et moyenne entreprise) ;
3. toutes « les personnes morales de droit privé employant plus de 250 personnes » (en outre-mer)[11] ;
4. certaines collectivités (régions, départements, communautés urbaines, communautés d'agglomération et communes ou communautés de communes de plus de 50 000 habitants ; périmètre : leur bilan ne doit porter que « sur leur patrimoine et sur leurs compétences »[11]. Cela concerne (chiffres DGCL de 2007) 26 régions, 100 départements, 14 communautés urbaines, 171 communautés d'agglomération, 32 communautés de communes et 105 communes, soit au total 448 collectivités ou établissements de coopération intercommunaux..
5. toutes autres « personnes morales de droit public » employant plus de 250 personnes, qui doivent y adjoindre une synthèse des actions envisagées pour réduire ces émissions ; périmètre : leur bilan ne doit porter que « sur leur patrimoine et sur leurs compétences » [11]. Ce sont à la fois les personnes morales de droit public soumises au droit commercial (établissements publics à caractère industriel et commercial) et les personnes morales soumises au droit administratif autres que l'État et les collectivités territoriales déjà cités ; les établissements publics administratifs et les groupements d’intérêt public). Pour la comptabilité nationale, ce groupe réunirait les organismes d'administration centrale (ODAC) et les organismes d'administration locale (ODAL), soit au total environ une centaine d'EPA et d'EPIC de plus de 250 personnes.

le rapport Havard (2009) a estimé  que 3 000 acteurs publics et privés sont à mobiliser car concernés par cette obligation :
- 2460 entreprises privées ;
- 448 collectivités locales ;
- 100 établissements publics.

Un décret précisera les modalités de la loi. Pour le préparer, le rapport Havard propose que les grands groupes industriels ou commerciaux le produisent au niveau de leurs unité SIREN, mais que des bilans aux échelles plus fines (services, processus) de l’entreprise soient promus bien que non obligatoires 
Si une consolidation peut être demandée à une société mère (pour l'ensemble de ses filiales localisées en France, il ne semble pas possible d’imposer juridiquement une telle obligation à des filiales localisées hors de France , ce qui n'exclut pas qu'elle puisse le faire volontairement.
Un guide devrait préciser :
· la méthodologie,
· les facteurs d'émissions à appliquer,
· les émissions cadastrales brutes de GES à retenir.

### Modalités de production, mise à disposition, délais
- Le bilan est à réaliser avant le 31 décembre 2012, selon une méthode gratuitement mise à disposition des collectivités concernée[11].
- Il est public et mis à jour tous les trois ans[11].
- C'est un des éléments sur lesquels fonder les plans climat-air-énergie territoriaux[11]
- Il porte sur le patrimoine et les compétences de l'entité qui le produit[11].
- Aux échelles régionales, des schémas régionaux climat air énergie (SRCAE) doivent contribuer à la cohérence des stratégies énergétiques et climatiques des collectivités et de l'État. La Trame verte et bleue (TVB) pourra aussi y contribuer (via les puits de carbone notamment, par une meilleure résilience des écosystèmes et en atténuant les bulles de chaleur urbaine et les chocs thermiques et hydriques attendus (inondations, sécheresses, incendies...). 
Un logiciel permettant de mieux évaluer la vulnérabilité d'une collectivité au regard des changements climatiques est en cours de développement (2009-2013) sous l'égide de l'Ademe.
- Pour harmoniser le tout, en région, le préfet et le président du conseil régional coordonnent la collecte des données, font un état des lieux et vérifient la cohérence des bilans[11].

Les acteurs à associer seront notamment le CITEPA (chargé de l’inventaire des émissions nationales) avec les AASQA, le réseau RARE (réseau des agences régionales de l'énergie et de l'environnement), l'OREGES, l'ADEME, les observatoires quand ils existent... et bien entendu les émetteurs de GES.

### Coûts
En France, en 2009, un bilan nécessitait un investissement moyen d'environ 15 000 € pour les petites entités et 100 000 € pour les entités importantes. Le coût d'un premier bilan est habituellement plus élevé, car il faut souvent aussi construire la base de données et l'outil de calcul adapté à l'entité qui le demande. Le cout varie aussi fortement selon la disponibilité des données. L'organisation de la profession et en particulier la formation et qualification des prestataires (au-delà de la formation bilan-carbone de l'Ademe), la formation d'une partie du personnel des entités soumises à obligation de bilan peuvent diminuer ces coûts.
Il existe aussi des bilans gratuits : par exemple EGES proposé par ARVALIS - Institut du végétal, le CETIOM et l'ITB, permet aux agriculteurs de réaliser leur bilan énergie et gaz à effet de serre sur une rotation grandes cultures gratuitement.

## Utilité

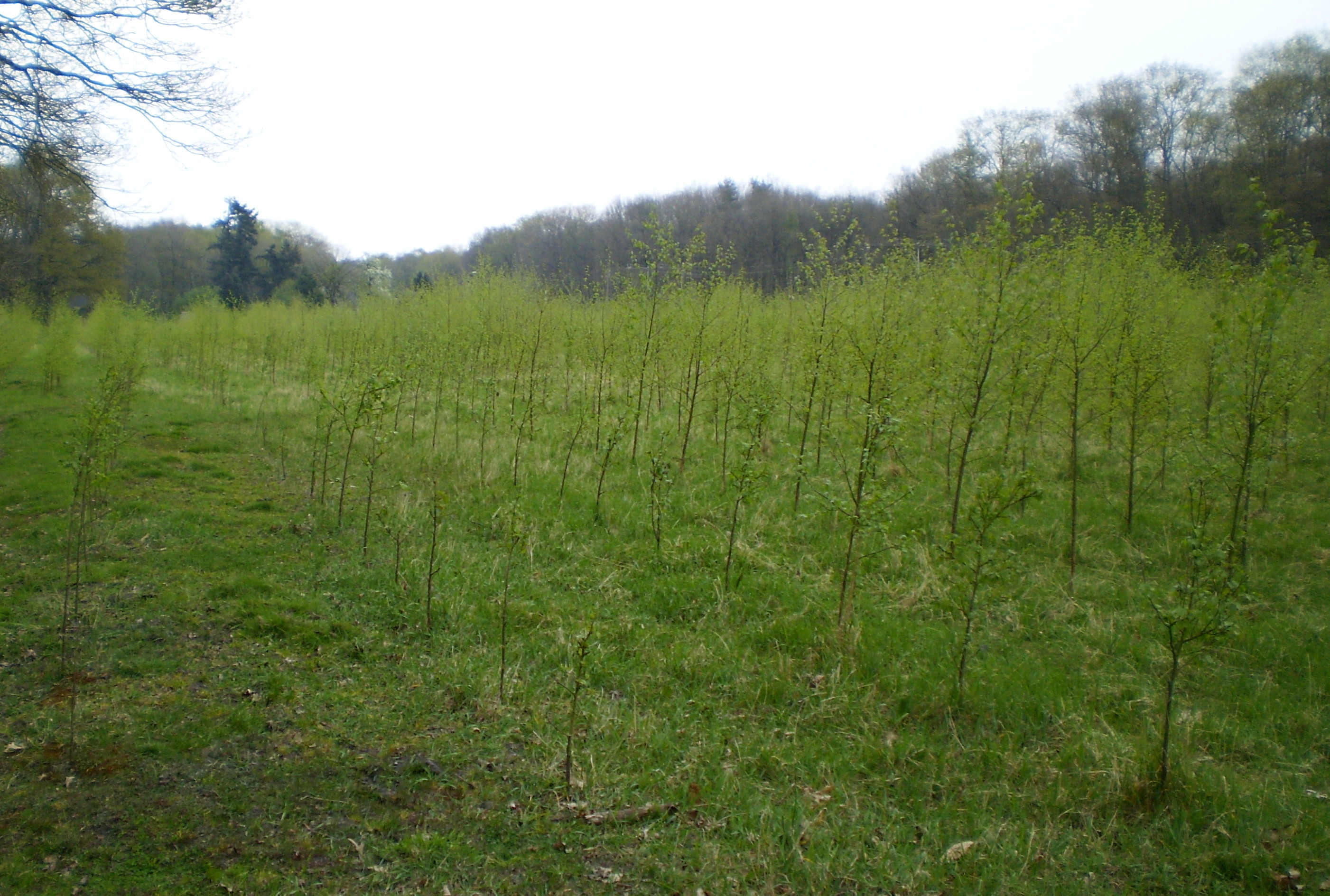
Nederlands eerste internetbos, première «forêt-Internet » néerlandaise ; il s'agit d'un boisement de bouleaux (essence à croissance rapide) planté le 22 avril 2008 près d'Apeldoorn à l'initiative de Cleanbit, une entreprise visant à investir dans les énergies renouvelables ou à compenser les émissions de dioxyde de carbone induites par les serveurs ou les sites Webs (volontaires) d'Internet. Ce boisement est encore très symbolique, mais il illustre le principe de la compensation carbone, appliqué à Internet. D'autres opérations de ce type sont en cours pour les serveurs de Computel, avec l'ONG Climate Neutral Group et la certification FSC

Les enjeux de décarbonisation de l'économie, d'efficience et d'efficacité énergétique et de capacité d'appel aux énergies renouvelables déterminent de plus en plus l'aménagement du territoire. Dans le cadre de l'après-Kyoto, ils doivent se traduire dans les documents de planification régionale et locales. Pour cela, et pour agir vertueusement, les collectivités doivent disposer d'un cadastre d'émission ou d'un bilan des émissions de GES assez complet, précis et fiable pour leur permettre de bien connaître leurs impacts-carbone et sur le climat, selon le principe « Compter pour savoir, Savoir pour agir, Agir pour réduire ».
Ce bilan est notamment nécessaire pour prioriser les cibles des stratégies de limitation d'émissions (ex : objectif de neutralité carbone, de diminution d'empreinte écologique ou de remboursement de la dette écologique...), ou pour dimensionner des mesures compensatoire (ex : restauration de puits de carbone en quantité correspondante, avec par exemple en France le projet CARBOFOR  en France par ex. ou le projet néerlandais de forêt de l'internet, ou en finançant ailleurs des mesures d'atténuation).
En France, la loi Grenelle II impose aussi aux grandes collectivités d'adopter - avant fin 2012 - un Plan climat-énergie territorial. Il doit s'appuyer sur ce bilan. Un décret en Conseil d'État définissant les modalités d'application du SRCAE pourra « déterminer, notamment, des méthodes de référence pour la réalisation » du bilan des émissions de gaz à effet de serre .
Par ailleurs, ces bilans préciseront les bases de données statistiques à différentes échelles géographiques, et la somme des bilans locaux permettra d'alimenter les mises à jour du plan national d'adaptation au changement climatique.

## Freins, limites, difficultés méthodologiques
Plusieurs difficultés apparaissent.

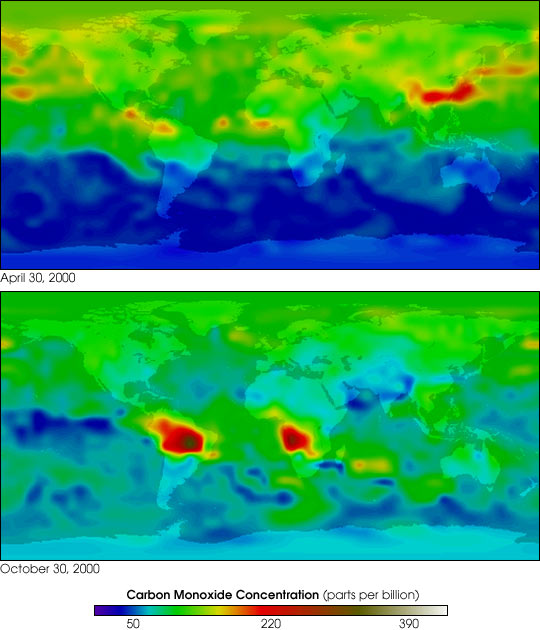
Carte en fausse couleur des teneurs en CO (monoxyde de carbone de la basse atmosphère. Le CO est un traceur des feux de forêts et de combustion de biomasse, qui sont aussi source de gaz à effet de serre).
Les taux vont de 50 parties par million (bleu) à 390 parties par million (couleurs foncées noir/brun). Une très faible part de ces feux est d'origine naturelle. Les feux et la déforestation (qui est aussi une perte de puits de carbone) résultent aussi de pressions venant des pays du nord (cacao, café, thé, riz, palmiers à huile, Bois tropicaux et plantations pour pâte à papier).

- Jusqu'où et comment comptabiliser les sources très importantes que sont les feux de forêt, le CO2 et le CH4 dégazant des anciennes décharges, des bassins miniers, des estuaires, ou produit par les rizière et les élevages. Faut-il les comptabiliser comme sources-indirectes, et si oui, à quel émetteur les attribuer ?
- L'accès aux chiffres d'émission existants et leur vérification. Par exemple, sont difficilement accessibles les données de certains secteurs de la défense, ou couverts par le secret de fabrication. De même, la confidentialité est nécessaire aux entreprises dans les secteurs les plus exposés à la concurrence, qui s'oppose au besoin d'information pour agir ou pour répondre à la Convention d'Aarhus sur l'accès à l'information environnementale. En France « Chaque organisme de distribution d'électricité et de gaz tient à la disposition de chacune des autorités concédantes précitées dont il dépend les informations d'ordre économique, commercial, industriel, financier ou technique utiles à l'exercice des compétences de celle-ci, dans les conditions prévues par les dispositions de l'article 20 de la loi n° 2000-108 du 10 février 2000 relative à la modernisation et au développement du service public de l'électricité et de l'article 9 de la loi n° 2003-8 du 3 janvier 2003 relative aux marchés du gaz et de l'électricité et au service public de l'énergie[22] » « Ces informations comprennent également, dans des conditions fixées par décret, les données permettant d'élaborer et d'évaluer les schémas régionaux du climat, de l'air et de l'énergie et les plans climat-énergie territoriaux prévus par les articles L. 222-1 à L. 222-3, L. 229-25 et L. 229-26 du code de l'environnement ainsi qu'un bilan détaillé de la contribution du concessionnaire aux plans climat-énergie territoriaux qui le concernent ».
- Le choix de l'échelle (géographique, organisationnelle de pertinence) est discuté : faut-il faire le bilan au niveau de l'entreprise (n° SIREN en France), de l'établissement (n° SIRET en France) ou par site (usine, zone d'activité, port, aéroport...) ? L'approche par site est souvent pertinente pour hiérarchiser les actions possibles ou utiles, mais comment inventorier les secteurs des transports, ou des sites du BTP ; temporaires, et « nomades » par excellence) ? Le bilan global d'une grande entreprise ne dirait rien des contributions respectives de ses sous-unités, projets et processus, qui sont les niveaux où agir.
- La prise en compte des impacts indirects de l'électricité est nécessairement large. Par exemple, les parties amont (extraction, transport, raffinage, préparation de l'uranium ou du mox, des métaux, matériaux de construction) et aval (démantèlement, traitement et stockage des déchets, recyclage des matériaux) des filières de production bas carbone (nucléaire, solaire, éolien, hydroélectricité) ont une empreinte carbone certaine (de quelques tonnes équivalent CO2 par gigawatt-heure pour les trois premiers, à quelques dizaines de tonnes pour le dernier)[23]). De même pour l'impact de l'utilisation d'agrocarburants, dont l'écobilan est encore discuté[24].
- Une même source pourrait être prise en compte dans des bilans différents, il faut bien les identifier pour éviter les comptes doubles lorsqu'on dresse des bilans à l'échelle territoriale supérieure.
- Certaines sources (transport aérien et maritime, énergie grise) sont mal intégrées dans les bilans existants.
- Dans certains pays, les cadastres d'émission ne sont pas disponibles ou très incomplets.
- La crédibilité de certaines données est à vérifier, dans le cas de régimes auto-déclaratifs peu contrôlés.
- Le consensus sur les modalités de calcul des émissions du secteur aéronautique n'est pas parfait. Plusieurs guides précisent en France cette question[25],[26]